# 塔斯-克斯塔貝特河
塔斯-克斯塔貝特河是俄羅斯的山脈，由雅庫茨克負責管轄，全長約200公里，最高點海拔高度2,341米，該山脈在阿爾卑斯造山運動時期形成。